# Acrocercops piligera
Acrocercops piligera là một loài bướm đêm thuộc họ Gracillariidae. Nó được tìm thấy ở Colombia. Nó được miêu tả bởi Edward Meyrick năm 1915.